# Thury-sous-Clermont

Thury-sous-Clermont este o comună în departamentul Oise, Franța. În 1 ianuarie 2022 avea o populație de 670 de locuitori.